# Alesha Mercado Besserer
Alesha Mercado Besserer (Ciudad de México,1972) es una historiadora del arte, museóloga, curadora y gestora cultural mexicana con una amplia trayectoria profesional a nivel nacional e internacional. Realizó la primera exposición de códices en la biblioteca del palacio Qasr Al Watan, en Abu Dabi, Emiratos Árabes Unidos.

## Trayectoria
Es Maestra en Estudios Curatoriales por la Universidad Nacional Autónoma de México (UNAM) y Maestra en Museología del Centro de Arte Mexicano.
En 2004 inició su camino por los museos de arte contemporáneos del Instituto Nacional de Bellas Artes, como la Sala de Arte Público Siqueiros y el Museo de Arte Carrillo Gil.
Desde 2013 trabaja como curadora adjunta de la Colección del Museo Universitario Arte Contemporáneo (MUAC).
En 2015 fue nombrada Subdirectora del Museo Nacional de Arte (MUNAL). Posteriormente, fue Jefa de Comunicación de la Coordinación de Difusión Cultural de la UNAM y Directora del Programa Internacional en el Museo de Arte del Condado de Los Ángeles, LACMA.
Ha sido consultora para proyectos como La Pintura Mural Prehispánica y Descarga Cultura UNAM. Su formación internacional, incluye su participación en el programa de líderes de museos Getty Leadership Institute y ponencias en el American Alliance of Museums. Además ha coordinado programas del Instituto de Liderazgo en Museos (ILM).

### Exposiciones
Ha realizado exposiciones colectivas e individuales en México y el extranjero.
En 2019 hizo la curaduría de la exposición Códices de México: Los Libros Antiguos del Nuevo Mundo, que se exhibió en los Emiratos Árabes e itineró al Museo CerModern de Ankara en 2021, en colaboración con la Embajada de Turquía. La muestra fue una selección de 16 facsímiles de códices resguardados en diferentes museos internacionales y nacionales, elaborados de papel amate, piel de venado y papel europeo. Los códices pertenecen a los grupos Borgia, Boturini y Magliabechiano, Maya, Mexica y Mixteco.

En México recientemente realizó la curaduría de la exposición del pintor Rafael Cauduro en el Museo de San Ildefonso Un Cauduro es un Cauduro (Es un Cauduro) que se inauguró en marzo de 2022.  La curadora considera que las aportaciones técnicas del pintor lo han  llevado a tener un gran lugar en la historia del arte mexicano:
“Estoy convencida de que hay que mostrar la trayectoria de Cauduro”
Sobre el rol de las mujeres dentro de las industrias creativas, Alesha Mercado dice:
"Respondiendo a si tendríamos que apostar a una mayor inclusión en puestos de liderazgo para las mujeres, la respuesta es un sí absoluto. El tema es que tenemos que transformar esta lógica binaria, paternalista y de dominación con la que hemos construido nuestra realidad" 
"Ninguna de nosotras, escuchen esto, ninguna de nosotras será testigo de un mundo con igualdad de género, y quizá tampoco lo serán nuestras hijas"